# 張熙穀
張熙穀（？—？），字詒亭，甘肅涼州府鎮番縣人，同治八年九月籌餉事例分發四川；同治十二年十二月補南江縣知縣；光緒四年（1878年）署四川鄰水縣知縣，為前知縣張奮翼子，縣誌讚賞其『秉性剛介，居官清廉，有膽有識，善繼前芳』。歷調彭水、達縣，光緒十七年十一月陞合州知州，後知漢州，調攝廣元縣。